# NGC 7585
NGC 7585 (również PGC 70986 lub Arp 223) – galaktyka soczewkowata (S0-a), znajdująca się w gwiazdozbiorze Wodnika. Odkrył ją William Herschel 20 września 1784 roku.